# Католицька церква в Малаві
Като́лицька це́рква в Мала́ві — друга християнська конфесія Малаві. Складова всесвітньої Католицької церкви, яку очолює на Землі римський папа. Керується конференцією єпископів. Станом на 2004 рік у країні нараховувалося близько 3 281 000 католиків (21,76% від усього населення). Існувало 7 діоцезій, які об'єднували 147 церковних парафій.  Кількість  священиків — 408 (з них представники секулярного духовенства — 281, члени чернечих організацій — 127), постійних дияконів — 0, монахів — 265, монахинь — 963.